# Keeley Hazell
Keeley Hazell, född 18 september 1986 i Lewisham i sydöstra London, är en brittisk fotomodell och skådespelare.  
Som modell har hon bland annat varit med i tabloiden The Sun och herrtidningen Playboy. 